# Wokingham
Ne doit pas être confondu avec Woking.
Wokingham est une paroisse civile du Berkshire, dans le sud-est de l'Angleterre. Elle est le siège du district de Wokingham. Elle est située à environ 53 km à l'ouest du centre de Londres, à environ 11 km au sud-est de Reading et à 4,8 km à l'ouest de Bracknell. D'après le recensement de 2001, sa population est de 30 403 habitants.

## Histoire
HMS Garth (L20) est parrainé par la communauté civile de Wokingham pendant la campagne nationale du Warship Week (semaine des navires de guerre) en mars 1942. Il s'agit d'un destroyer de classe Hunt de type I construit pour la Royal Navy.

## Jumelages
- Erftstadt (Allemagne) depuis 1978[1]
- Viry-Châtillon (France) depuis le 25 juin 1988[2].

## Éducation
- Ludgrove School est un pensionnat indépendant anglais, situé dans la ville.

## Personnalités liées à la ville
- Edward Frederic Benson (1867-1940), romancier, biographe, mémorialiste et auteur, y est né ;
- Sheila Browne (1924-2016), universitaire britannique, spécialiste de français médiéval, inspectrice en chef des écoles pour le Royaume-Uni et principale du Newnham College de 1983 à 1992, y est née ;
- Nicholas Hoult (1989-), acteur, y est né ;
- Dan Howell (1991-), personnalité de la radio et vidéaste web, y est né ;
- Richard Lang (1956-), programmeur de logiciel d'échecs, y est né ;
- John Leveson-Gower (1740-1792), officier de la Marine royale et homme politique, y est mort ;
- Nancy Nevinson (1918-2012), actrice britannique, y est morte ;
- Bonita Norris, en 2010 plus jeune britannique à atteindre le sommet du mont Everest, y est née ;
- Eva Germaine Rimington Taylor (1879-1966), géographe et historienne des sciences britannique, y est morte ;
- Mark Symons (1887-1935), peintre, y est mort ;
- John George Walters Clark (1892-1948), officier britannique, du rang de général de corps d’armée, y est né ;
- Will Young (1979-), chanteur (auteur-interprète) et acteur, y est né ;
- Peter Ainsworth (1956-2021), homme politique britannique.